# کلوردیل (ویرجینیا)
کلوردیل (به انگلیسی: Cloverdale) یک منطقهٔ مسکونی در ایالات متحده آمریکا است که در شهرستان باتتورت، ویرجینیا واقع شده‌است. کلوردیل ۸٫۱ کیلومتر مربع مساحت و ۳٬۱۱۹ نفر جمعیت دارد و ۳۴۸ متر بالاتر از سطح دریا واقع شده‌است.